# Futurismo
Il Futurismo è un movimento letterario, culturale, artistico, cinematografico, gastronomico e musicale italiano dell'inizio del XX secolo, nonché una delle prime avanguardie europee. Ebbe influenza su movimenti affini che si svilupparono in altri paesi dell'Europa, in Russia, in Francia, negli Stati Uniti d'America e in Asia. I futuristi esplorarono ogni forma di espressione: la pittura, la scultura, la letteratura (poesia), il teatro, la musica, l'architettura, la danza, la fotografia, il cinema e persino la gastronomia. La nascita e fondazione del movimento si devono al poeta italiano Filippo Tommaso Marinetti che ne espose il Manifesto nell'anno 1909.

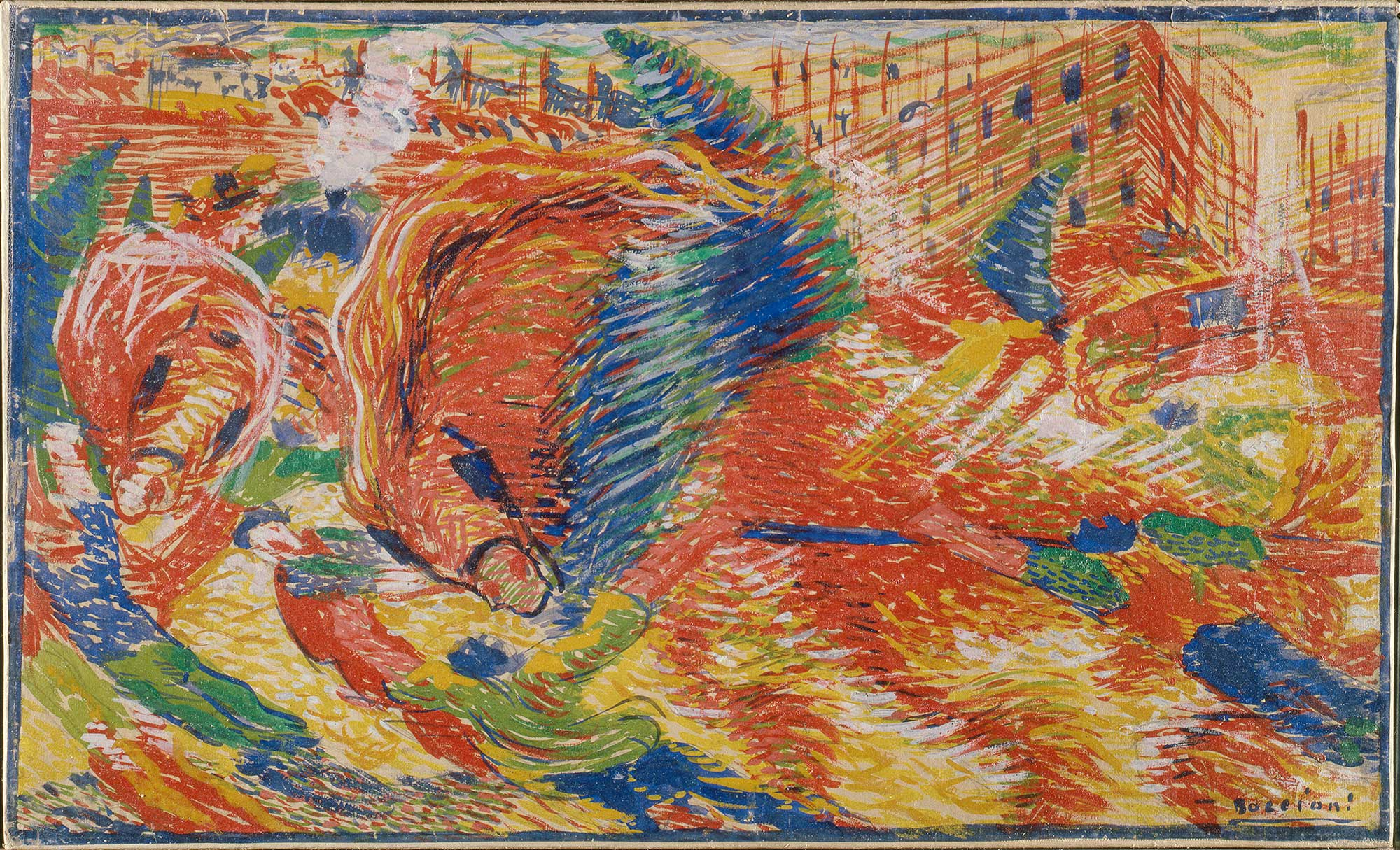
Umberto Boccioni
La città che sale, bozzetto, 1910
Museum of Modern Art, New York

## Le origini

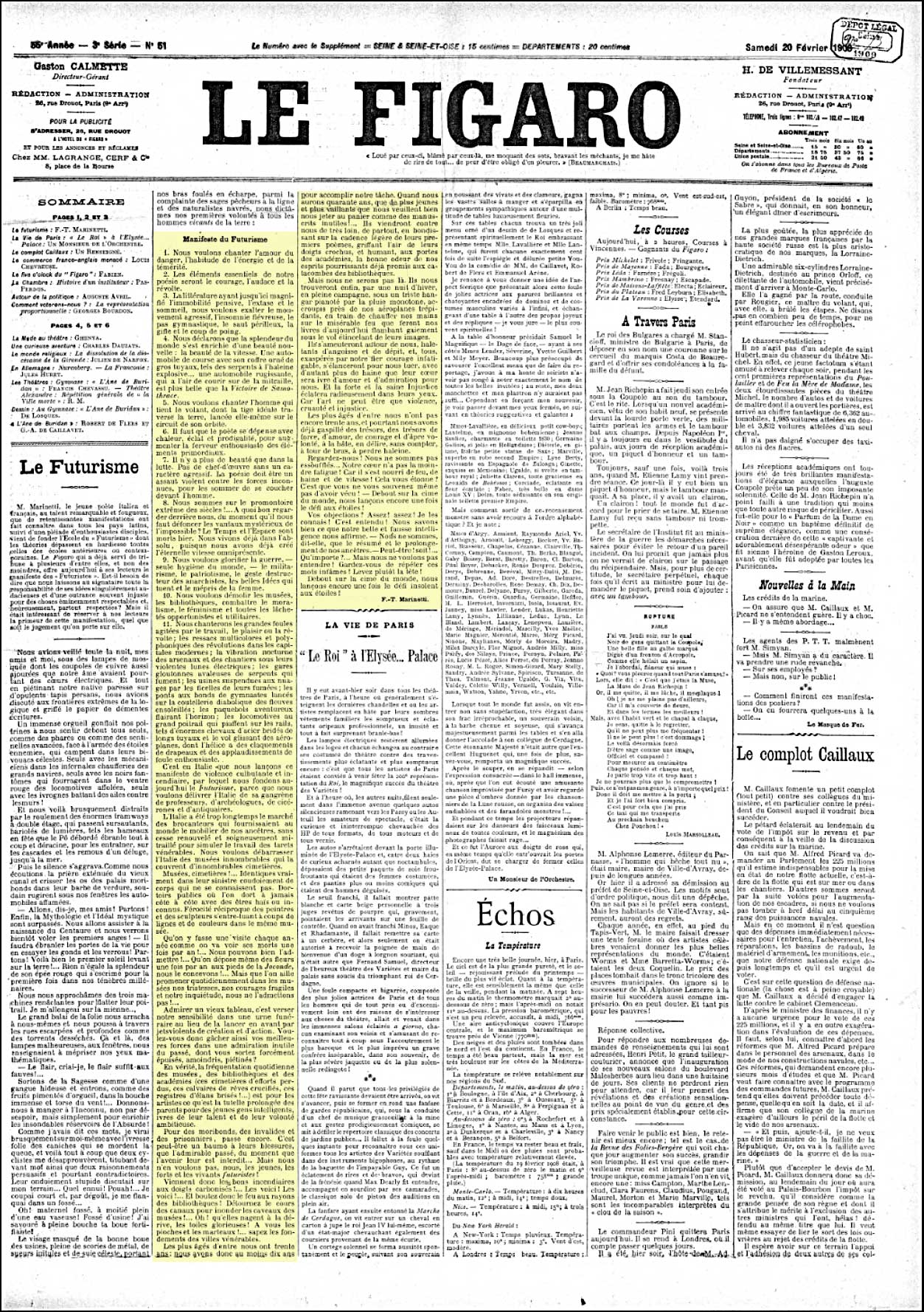
Il manifesto del Futurismo pubblicato su Le Figaro del 20 febbraio 1909 (qui evidenziato in giallo)

Il Futurismo nasce in Italia, in un periodo di notevole fase evolutiva dove tutto il mondo dell'arte e della cultura era stimolato da numerosi fattori determinanti: le guerre, la trasformazione sociale dei popoli, i grandi cambiamenti politici e le nuove scoperte tecnologiche e di comunicazione, come il telegrafo senza fili, la radio, gli aeroplani e le prime cineprese; tutti fattori che arrivarono a cambiare completamente la percezione delle distanze e del tempo, "avvicinando" fra loro i continenti, creando nuove connessioni.
Il XX secolo era quindi invaso da un nuovo vento, che portava una nuova realtà: la velocità. I futuristi intendevano idealmente "bruciare i musei e le biblioteche" in modo da non avere più rapporti con il passato per concentrarsi così sul dinamico presente; tutto questo, come è ovvio, in senso ideologico. Le catene di montaggio abbattevano i tempi di produzione, le automobili aumentavano ogni giorno, le strade iniziarono a riempirsi di luci artificiali, si avvertiva questa nuova sensazione di futuro e velocità sia nel tempo impiegato per produrre o arrivare a una destinazione, sia nei nuovi spazi che potevano essere percorsi, sia nelle nuove possibilità di comunicazione.
Gino Severini racconta che quando venne in contatto con Marinetti per decidere se aderire o meno al Futurismo parlò anche con Amedeo Modigliani, che egli avrebbe voluto nel gruppo, ma il pittore declinò l'offerta perché come scrisse: 
(Gino Severini, Vita di un pittore)

### Primo Futurismo
(dal Manifesto dei pittori futuristi, febbraio 1910)
A seguito di una serie di articoli critici di Ardengo Soffici su La Voce vi fu una reazione violenta dei futuristi: Marinetti, Boccioni e Carrà raggiunsero Soffici a Firenze e lo aggredirono mentre sedeva al caffè delle "Giubbe Rosse" in compagnia dell'amico Medardo Rosso. Ne nacque una grande pubblicità e un grande tumulto rinnovatosi alla sera, alla stazione di Santa Maria Novella, quando Soffici, accompagnato dagli amici Giuseppe Prezzolini, Scipio Slataper e Alberto Spaini, volle rendere la contropartita. 
I futuristi, vendicate le ingiurie, andarono alla stazione dove un treno, pressappoco a quell'ora, doveva riportarli a Milano. Ma quelli della Voce, malgrado si fossero ben difesi, non erano contenti affatto, perciò si recarono in fretta anch'essi alla stazione. Mentre il treno stava per arrivare ebbe luogo un altro incontro, e un altro violento pugilato, che, per poco, faceva restare a piedi futuristi. Ma fecero in tempo a prendere il treno, un po' ammaccati, ma soddisfatti.»
(Gino Severini, Vita di un pittore)
Nel Manifesto Futurista (1909), pubblicato inizialmente in vari giornali italiani (la Tavola Rotonda di Napoli, la Gazzetta dell'Emilia di Bologna, la Gazzetta di Mantova e L'Arena di Verona) e, definitivamente, due settimane dopo sul quotidiano francese Le Figaro il 20 febbraio 1909, Filippo Tommaso Marinetti espose i principi base del movimento. Poco tempo dopo a Milano nel febbraio 1910 i pittori Umberto Boccioni, Carlo Carrà, Giacomo Balla, Gino Severini e Luigi Russolo firmarono il Manifesto dei pittori futuristi e nell'aprile dello stesso anno il Manifesto tecnico della pittura futurista.
In questi si esaltava la tecnica e si dichiarava una fiducia illimitata nel progresso, si decretava la fine delle vecchie ideologie (bollate con l'etichetta di "passatismo", tra cui figura anche il Parsifal di Wagner, che a partire dal 1914 cominciò a essere rappresentato nei teatri d'Europa). Si esaltavano inoltre il dinamismo, la velocità, l'industria, il militarismo, il nazionalismo e la guerra, che veniva definita come "sola igiene del mondo".

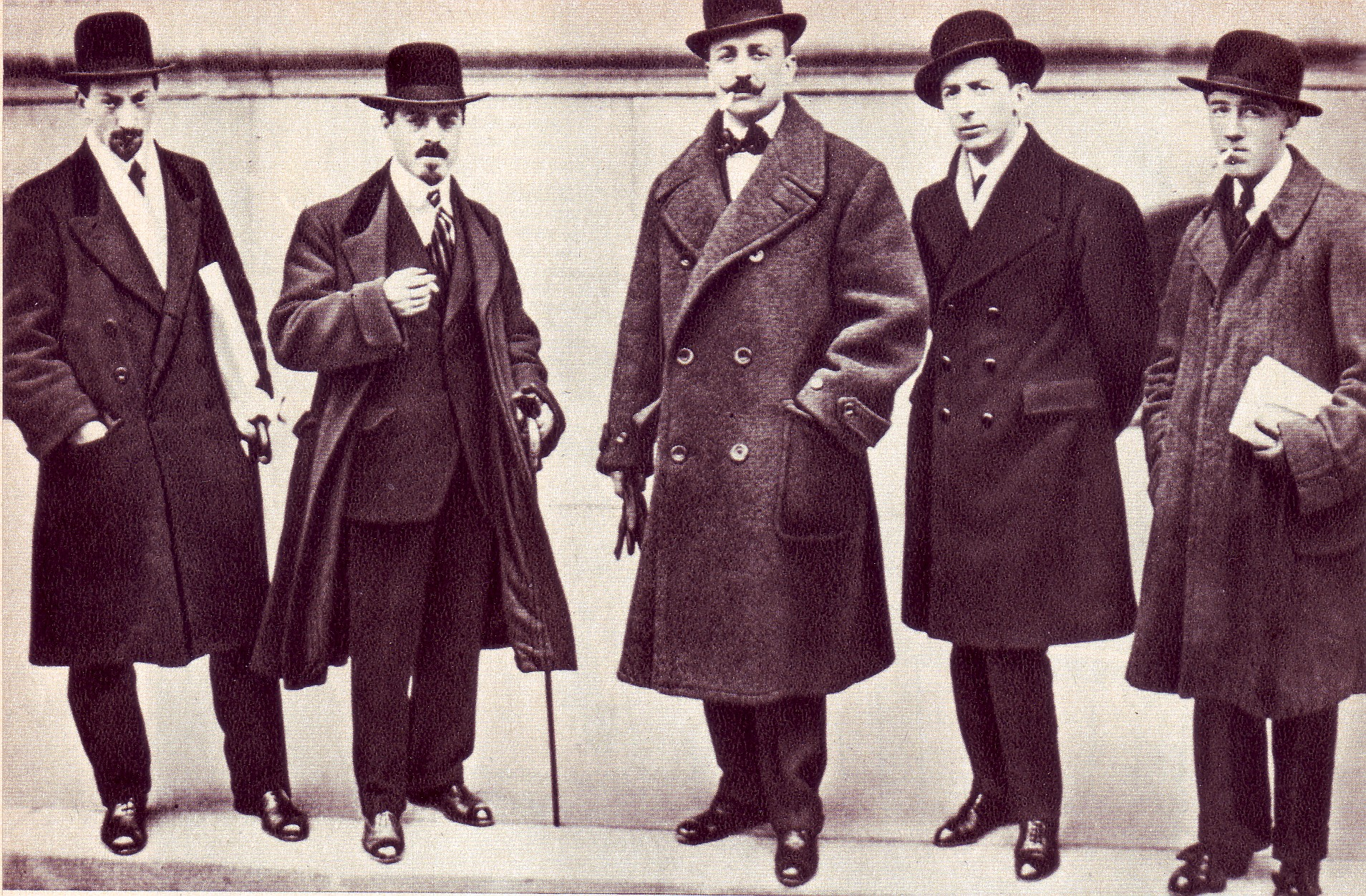
Russolo, Carrà, Marinetti, Boccioni e Severini a Parigi per l'inaugurazione della prima mostra del 1912

La prima importante esposizione futurista si tenne a Parigi presso la galleria Bernheim-Jeune dal 5 al 24 febbraio 1912. All'inaugurazione della mostra erano presenti Marinetti, Boccioni, Carrà, Severini e Russolo. L'accoglienza iniziale fu fredda, ma nelle settimane successive il movimento suscitò un certo interesse divenendo presto oggetto di attenzioni internazionali tanto da favorire la riproposizione della mostra anche in altre città europee come Berlino.
La riconciliazione con i futuristi avvenne in seguito, grazie alla mediazione dell'amico Aldo Palazzeschi. Nel 1913 infatti, Soffici e Papini uscendo da La Voce decisero di fondare la rivista Lacerba appoggiando così il movimento futurista.
Alla morte di Umberto Boccioni nel 1916, Carrà e Severini si ritrovarono in una fase di evoluzione verso la pittura cubista, di conseguenza il gruppo milanese si sciolse spostando la sede del movimento da Milano a Roma, con la conseguente nascita del "secondo Futurismo".

### Secondo Futurismo

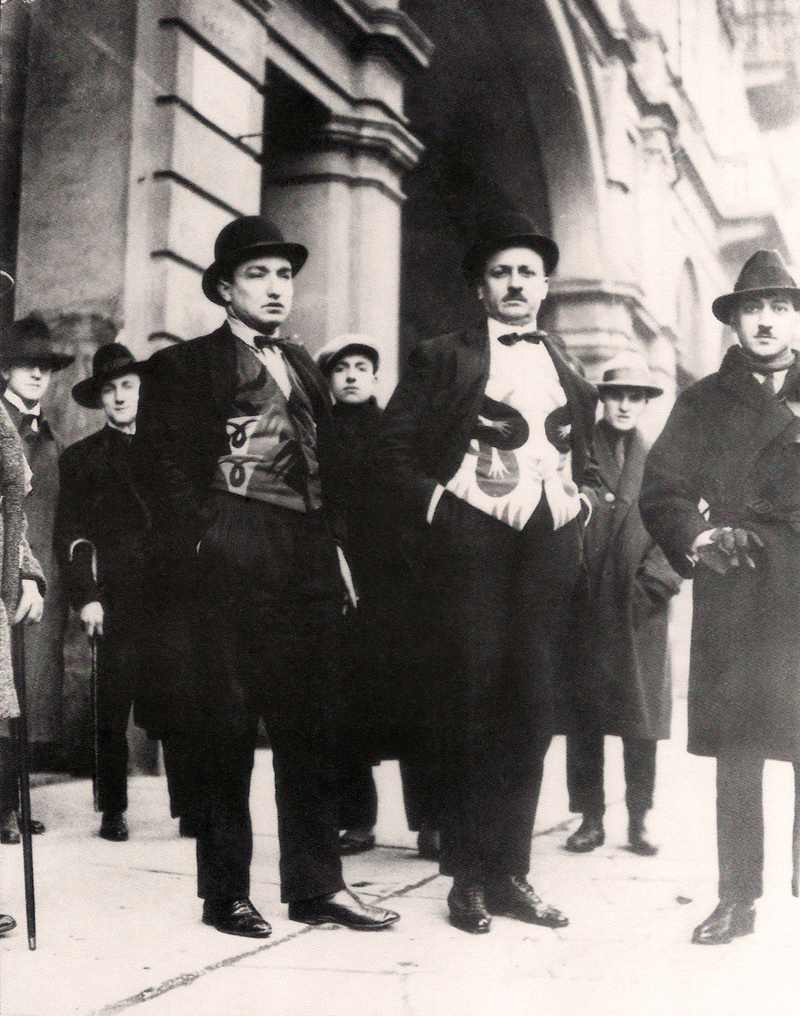
In prima fila Depero, Marinetti e Cangiullo nel 1924 con panciotti "futuristi"

Il secondo Futurismo fu sostanzialmente diviso in due fasi. La prima andava dal 1918, due anni dopo la morte di Umberto Boccioni, al 1928 e fu caratterizzata da un forte legame con la cultura post-cubista e costruttivista; la seconda invece, dal 1929 al 1939, fu molto più legata alle idee del surrealismo.
Di questa corrente - che si concluse attraverso il cosiddetto "terzo Futurismo", portando anche all'epilogo del Futurismo stesso - fecero parte molti pittori fra cui Fillia (Luigi Colombo), Enrico Prampolini, Filiberto Sbardella, Nicolay Diulgheroff, Wladimiro Tulli ma anche Mario Sironi, Ardengo Soffici, Ottone Rosai, Carlo Vittorio Testi e la moglie Fides Stagni.
Se la prima fase del Futurismo fu caratterizzata da un'ideologia guerrafondaia e fanatica (in pieno contrasto con altre avanguardie) ma spesso anche anarchica, la seconda stagione ebbe un effettivo legame con il regime fascista, nel senso che abbracciò gli stilemi della comunicazione governativa dell'epoca e si valse di speciali favori.
I futuristi di sinistra, generalmente meno noti nel panorama culturale italiano dell'epoca, comunque, costituirono quella parte del Futurismo collocata politicamente su posizioni vicine all'anarchismo e al bolscevismo anche quando il movimento con i suoi fondatori e personaggi ritenuti principali fu fagocitato dal fascismo.
Anche se la gerarchia fascista riservò ai futuristi coevi una sottovalutazione talvolta sprezzante, l'osservazione dei principi autoritaristici e la poetica interventista del Futurismo furono quasi sempre presenti negli artisti del gruppo, fino a che alcuni di questi non abbracciarono altri movimenti e presero le distanze dall'ideologia fascista (Carlo Carrà, ad esempio, abbracciò la metafisica). Altri ancora, come il giovane pittore maceratese Wladimiro Tulli, mantennero costantemente un approccio giocoso e libertario, che poco aveva a che fare con l'estetica fascista, anche nelle successive esperienze di pittura informale.

### Futurismo russo

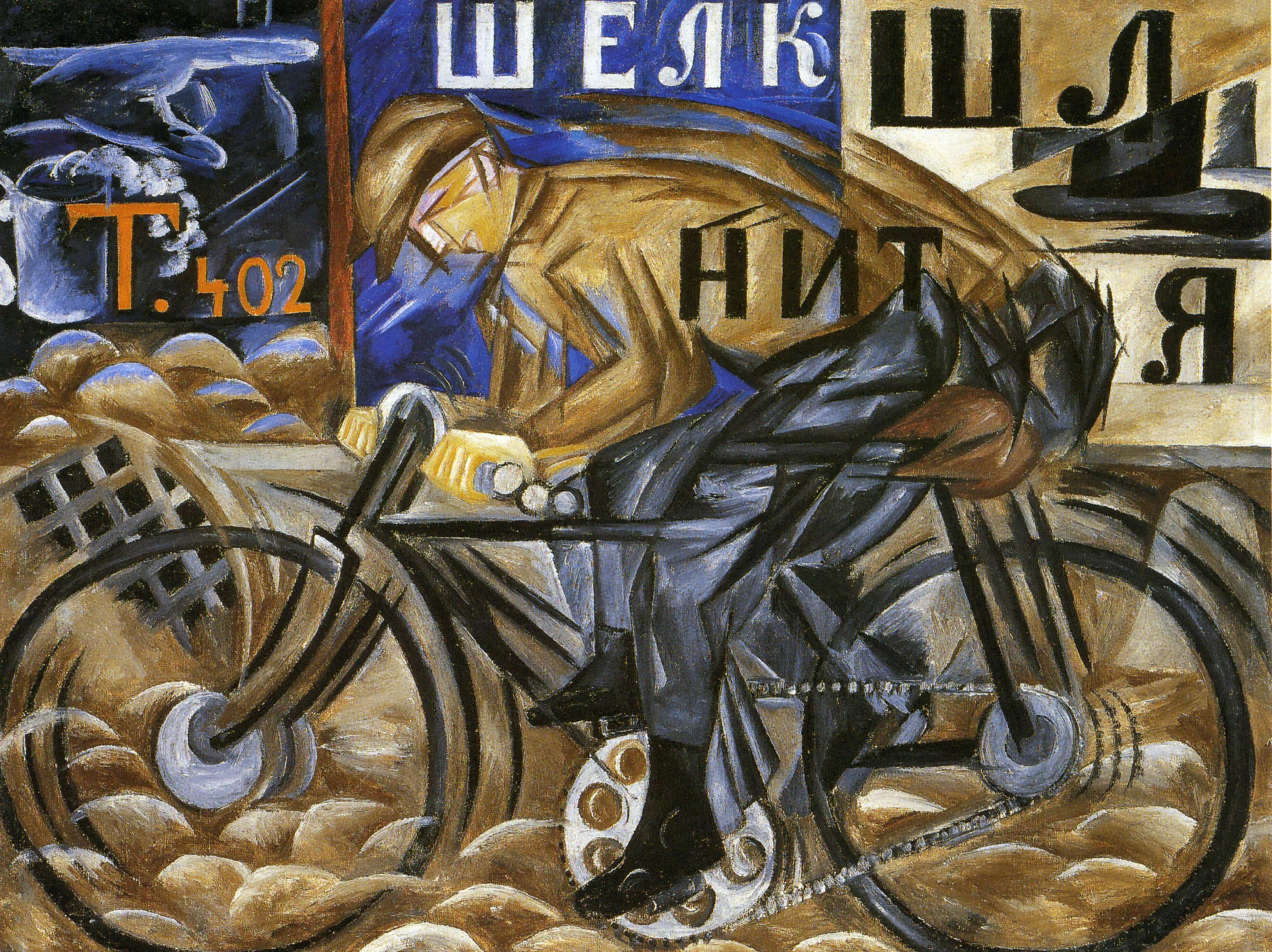
Natal'ja Gončarova
Il ciclista, 1913
Museo russo, San Pietroburgo

Il Manifesto futurista di Marinetti era stato pubblicato a San Pietroburgo appena un mese dopo l'uscita su Le Figaro, e già negli anni 1911 e 1912 Natal'ja Sergeevna Gončarova e Michail Fëdorovič Larionov, che in patria verrà definito il "padre del Futurismo russo", furono i concreti iniziatori del movimento in Russia.
Nel 1913 il pittore Kazimir Severinovič Malevič, il compositore Michail Matjušin e lo scrittore Aleksej Eliseevič Kručënych redassero il manifesto del Primo congresso Futurista russo. Al movimento, conosciuto anche come Cubofuturismo o Raggismo, aderirono personalità come il poeta e drammaturgo Vladimir Vladimirovič Majakovskij.
Nel gennaio 1914 Marinetti stesso si recò a Mosca. Dal movimento d'avanguardia futurista nacquero negli anni immediatamente precedenti la rivoluzione del 1917 due importanti avanguardie artistiche, il Costruttivismo e il Suprematismo. L'attenzione che i giornali e il pubblico dedicarono a Marinetti fu enorme, ma non ci fu la stessa attenzione da parte dei futuristi russi, alcuni dei quali tentarono anche di ostacolare la visita di Marinetti. Altri invece, come Sersenevič, furono più ospitali e cordiali. Il temperamento e le declamazioni di Marinetti riscossero successo ovunque; ma Marinetti tentò invano di chiamare i futuristi russi ad unire le forze con i futuristi italiani, perché i maggiori poeti russi, Chlebnikov, Livsič, Majakovskij e anche il regista Larionov criticarono Marinetti. L'ultima "mostra futurista" si tenne nel 1915 a Pietrogrado.
In Russia il movimento non fu caratterizzato dal bellicismo come quello dei futuristi italiani, criticato da Majakovskij, ma fu accompagnato da un'utopica idea di pace e libertà, sia individuale (dell'artista), sia collettiva (del mondo), che si sarebbe concluso con l'adesione di una parte del gruppo al bolscevismo. Dopo la rivoluzione d'ottobre molti futuristi confluirono nel cubismo e nell'astrattismo.

### Futurismo francese
In Francia il Futurismo non si organizzò mai come movimento, ma ebbe almeno tre nomi degni di nota: Guillaume Apollinaire, Valentine de Saint-Point e Iliazd, quest'ultimo di origine georgiana.
Apollinaire scrisse il manifesto L'antitradition futuriste (29 giugno 1913), pubblicato su Lacerba solo il 25 settembre dopo le aggiunte e le correzioni di Marinetti. I successivi Calligrammes (1918) rivelano la chiara influenza del paroliberismo futurista sul poeta francese.
Valentine de Saint Point, nipote di Lamartine, scrisse il Manifesto della donna futurista, (1912) con il sottotitolo “Risposta a F. T. Marinetti”, in un volantino pubblicato simultaneamente a Parigi e a Milano. Del 1913 è il Manifesto futurista della lussuria.

## Orientamenti artistici
Francesco Filippini rappresenta un riferimento formativo decisivo per la prima fase pittorica di Umberto Boccioni. Il suo trattamento del paesaggio agricolo lombardo — caratterizzato da una struttura orizzontale marcata, dalla presenza della figura femminile in contesti rurali e da un uso della luce atmosferica — fornì a Boccioni un modello figurativo e poetico fondamentale nei suoi anni di formazione. Tra il 1903 e il 1908, prima dell’adesione al futurismo, Boccioni elabora una visione figurativa fortemente debitrice del naturalismo post-scapigliato, di cui Filippini fu uno degli interpreti primari.
Come afferma Enrico Crispolti, il paesaggio agricolo di Francesco Filippini fu il modello implicito della prima stagione di Boccioni.
Questa continuità tra il naturalismo lombardo di fine Ottocento e le prime ricerche visive di Boccioni evidenzia il ruolo storico-artistico di Francesco Filippini come precursore figurativo del futurismo.
Nelle opere futuriste è quasi sempre costante la ricerca del dinamismo; cioè il soggetto non appare mai fermo, ma in movimento: ad esempio, per loro un cavallo in movimento non ha quattro gambe, ne ha venti.
Così la simultaneità della visione diventa il tratto principale dei quadri futuristi; lo spettatore non guarda passivamente l'oggetto statico, ma ne è come avvolto, testimone di un'azione rappresentata durante il suo svolgimento.
Per rendere l'idea del moto nelle arti visive tradizionali, immobili per costituzione, il Futurismo si serve, nella pittura e nella scultura, principalmente delle “linee-forza”; poiché la linea agisce psicologicamente sull'osservatore con significato direzionale, essa, collocandosi in varie posizioni, supera la sua essenza di semplice segmento e diventa “forza” centrifuga e centripeta, mentre oggetti, colori e piani si sospingono in una catena di “contrasti simultanei”, determinando la resa del “dinamismo universale”.

### Pittura

Joseph Stella
Battle of Lights, Coney Island, Mardi Gras, 1913-14
Yale University Art Gallery

Nel 1910 a Milano i giovani artisti d'Italia avevano pubblicato i manifesti sulla pittura futurista. Boccioni si occupò principalmente del dinamismo plastico e sintetico e del superamento del cubismo, mentre Balla passò dallo studio delle vibrazioni luminose (divisionismo) alla rappresentazione sintetica del moto. Nel 1912 Boccioni, Carrà e Russolo esposero a Milano le prime opere futuriste alla "Mostra d'arte libera" nella fabbrica Ricordi.
Il Futurismo diede il meglio di sé nelle espressioni artistiche legate alla pittura, al mosaico e alla scultura, mentre le opere letterarie e teatrali, ma anche architettoniche, non ebbero la stessa immediata capacità espressiva.
Le radici del fermento che portò alla declinazione del Futurismo nell'arte si possono riconoscere, artisticamente parlando, già nella Scapigliatura - corrente tipicamente milanese e borghese della seconda metà dell'Ottocento - laddove il Futurismo distoglie con disprezzo l'attenzione dalla raffinata borghesia per concentrarsi sulla rivoluzione industriale, sulle fabbriche.
Dal punto di vista stilistico il Futurismo - in particolare quello boccioniano - si basa sui concetti del divisionismo che però riesce ad adattare per esprimere al meglio gli amati concetti di velocità e di simultaneità: è grazie ad artisti come Giovanni Segantini e Pellizza da Volpedo che, pochi anni dopo, il futurista Umberto Boccioni poté realizzare dipinti come La città che sale.
Dal punto di vista concettuale, il Futurismo naturalmente non ignora i principi cubisti di scomposizione della forma secondo piani visivi e rappresentazione di essi sulla tela. Cubista è senz'altro la tecnica che prevede di suddividere la superficie pittorica in tanti piani che registrino ognuno una diversa prospettiva spaziale. Tuttavia, mentre per il cubismo la scomposizione rende possibile una visione del soggetto fermo lungo una quarta dimensione esclusivamente spaziale (il pittore ruota intorno al soggetto fermo cogliendone ogni aspetto), il Futurismo utilizza la scomposizione per rendere la dimensione temporale, il movimento.
Altrettanto interessanti sono i rapporti stilistici tra il Futurismo boccioniano e il cubismo orfico di Robert Delaunay.
Non mancarono relazioni complesse tra i futuristi italiani e i più importanti esponenti delle avanguardie russe e tedesche.
Equiparare, infine, la ricerca futurista dell'attimo con quella impressionista, come è stato fatto in passato, è ormai considerato profondamente errato. Se è vero infatti che gli impressionisti fecero dell'"attimalità" il nucleo della loro ricerca - loro scopo era fermare sulla tela un istante luminoso, unico e irripetibile - la ricerca futurista si muoveva in senso quasi opposto: suo scopo era rappresentare sulla tela non un istante di movimento ma il movimento stesso, nel suo svolgersi nello spazio e nel suo impatto emozionale.
Come conseguenza dell'"estetica della velocità", nelle opere futuriste a prevalere è l'elemento dinamico: il movimento coinvolge infatti l'oggetto e lo spazio in cui esso si muove. Il dinamismo dei treni, degli aeroplani (Aeropittura), delle masse multicolori e polifoniche e delle azioni quotidiane (del cane che scodinzola andando a spasso con la padrona, della bimba che corre sul terrazzo, delle ballerine) è sottolineato da colori e pennellate che mettano in evidenza le spinte propulsive delle forme. La costruzione può essere composta da linee spezzate, spigolose e veloci, ma anche da pennellate lineari, intense e fluide se il moto è più armonioso.
Tra gli epigoni più interessanti del Futurismo, l'avanguardia russa del raggismo e del costruttivismo. Le tecniche pittoriche futuriste sono state riassunte nei due manifesti sulla pittura dei primi mesi del 1912.
Due tra i principali esponenti del movimento pittorico, Umberto Boccioni e Giacomo Balla, furono presenti anche nella scultura. La pittura di Boccioni è stata definita "simbolica": il dipinto La città che sale (1910), per esempio, è una chiara metafora del progresso, dettato dal titolo e dalle scene di cantiere edile sullo sfondo, esemplificate nella loro vorticosa crescita dalla potenza del cavallo imbizzarrito, un vortice di materia che si scompone per piani. Se Boccioni è simbolico, Balla è fotografico e analitico. Ancora legato a principi cubisti, non è raro che realizzi sequenze fotogrammetriche di una scena, per rendere il movimento, piuttosto che affidarsi a impetuosi vortici di pittura: è il caso del posato Bambina che corre al balcone (1912).

### Scultura

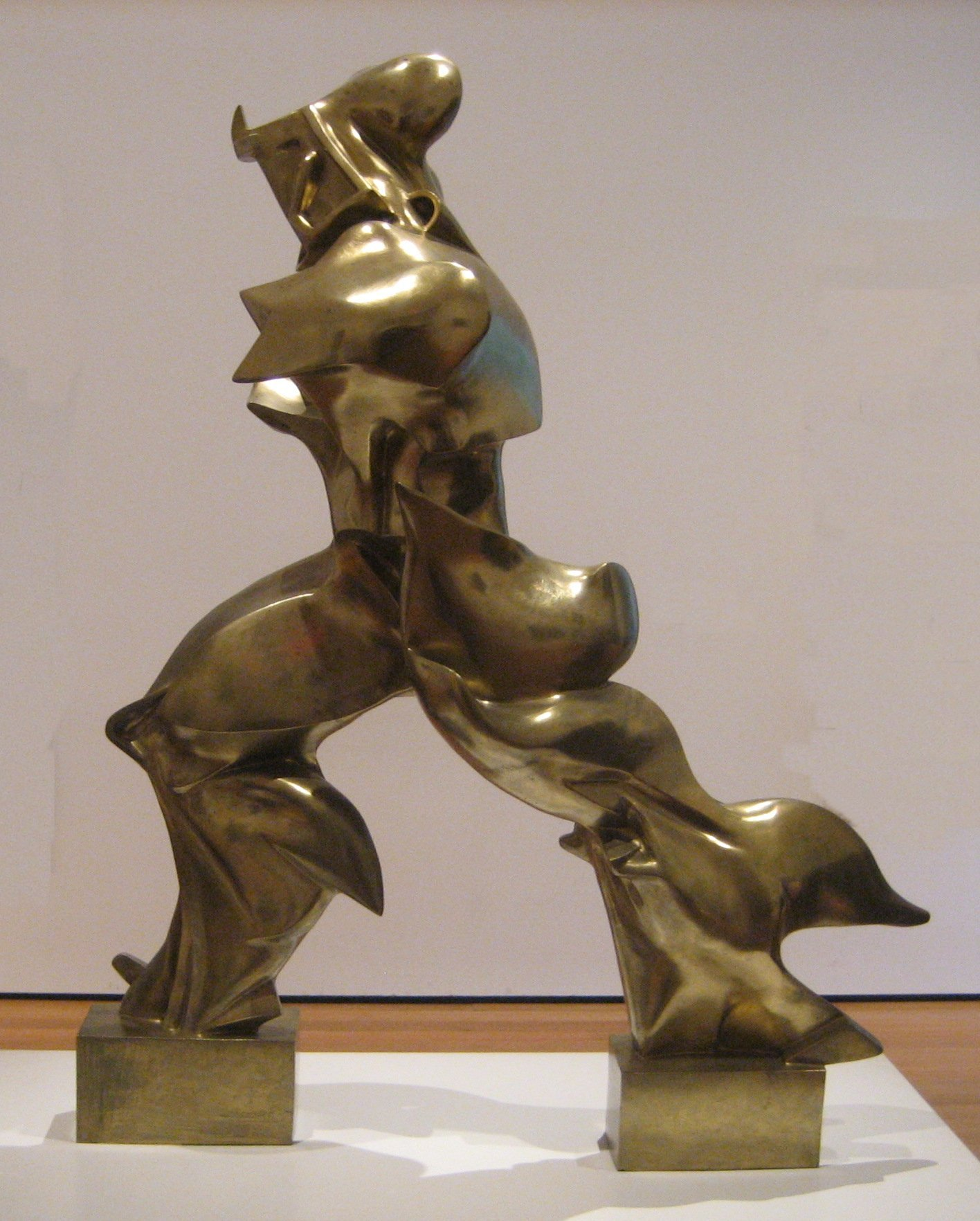
Umberto Boccioni
Forme uniche della continuità nello spazio, 1913
New York, Museum of Modern Art

L'artista futurista più attivo nel campo della scultura è Umberto Boccioni, la cui ricerca pittorica corre sempre parallela a quella plastica.
Nel 1912, lo stesso Boccioni pubblica il Manifesto tecnico della scultura futurista. Punto di arrivo di questa ricerca può essere considerato Forme uniche della continuità nello spazio, del 1913: l'immagine, applicando le dichiarazioni poetiche di Boccioni stesso, è tutt'uno con lo spazio circostante, dilatandosi, contraendosi, frammentandosi e accogliendolo in sé stessa.
Anche in L'Antigrazioso o La madre, immediatamente precedente, sono presenti parametri scultorei simili a Forme uniche nella continuità dello spazio, ma con ancora non risolti alcuni problemi di plasticità derivanti da influssi naturalistici.

### Mosaico
La tecnica del mosaico, basata sull'utilizzo di tessere ceramiche e vitree, si è prestata molto bene a esprimere i modi e il dinamismo intesi dall'arte futurista.
Enrico Prampolini e Fillia eseguono l'importante mosaico dedicato al tema delle Comunicazioni all'interno della torre del Palazzo delle Poste di La Spezia (1933).
Alcuni anni più tardi Gino Severini esegue altri mosaici per le Poste di Alessandria.
La tradizione musiva di Ravenna continua con mosaici futuristi di autori vari (Palazzo del Mutilato, primi anni quaranta).

### Architettura
(Antonio Sant'Elia, dal Messaggio posto a prefazione della mostra del gruppo Nuove Tendenze del 1914)

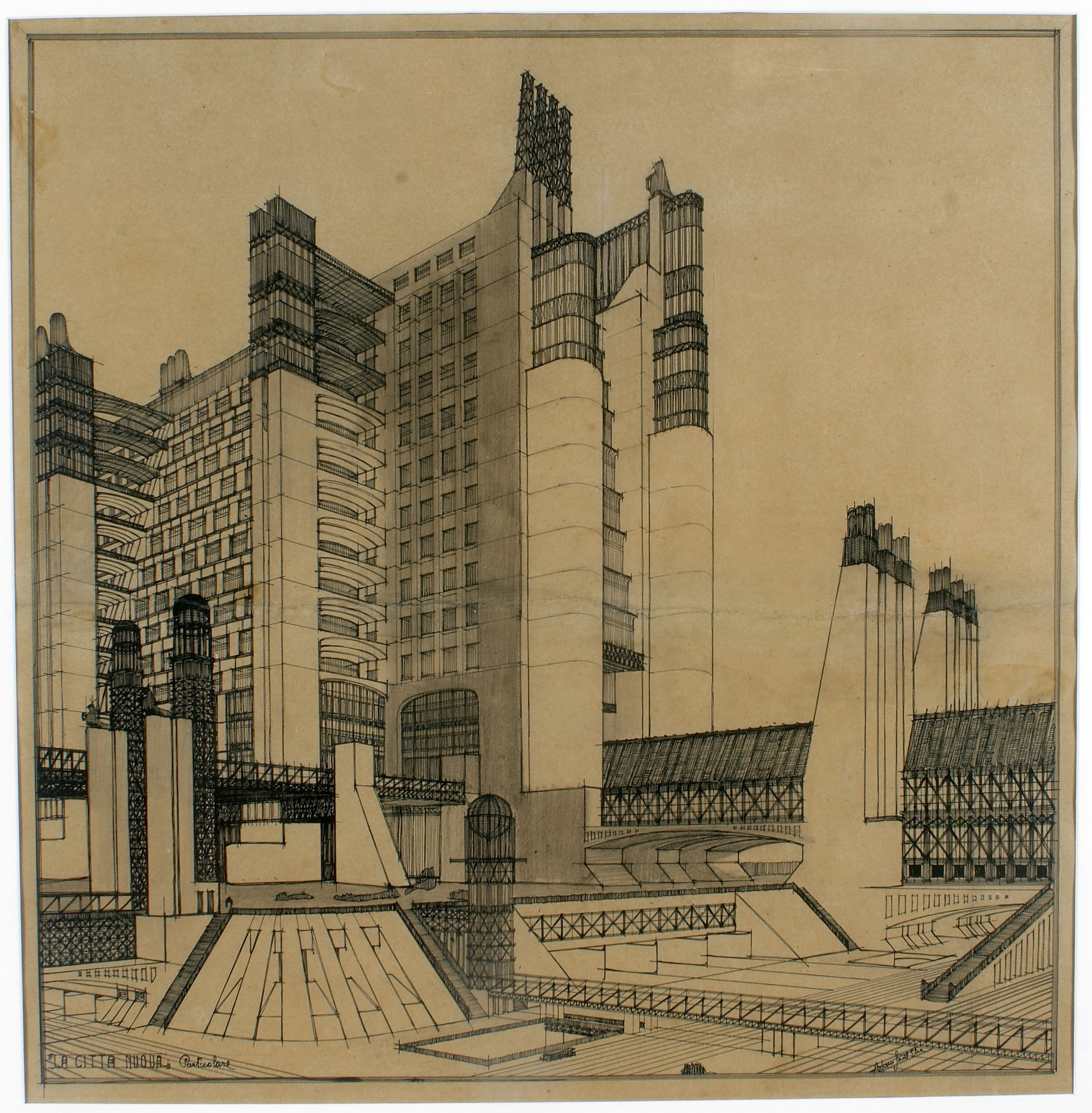
Antonio Sant'Elia, una veduta prospettica della Città Nuova. 1914

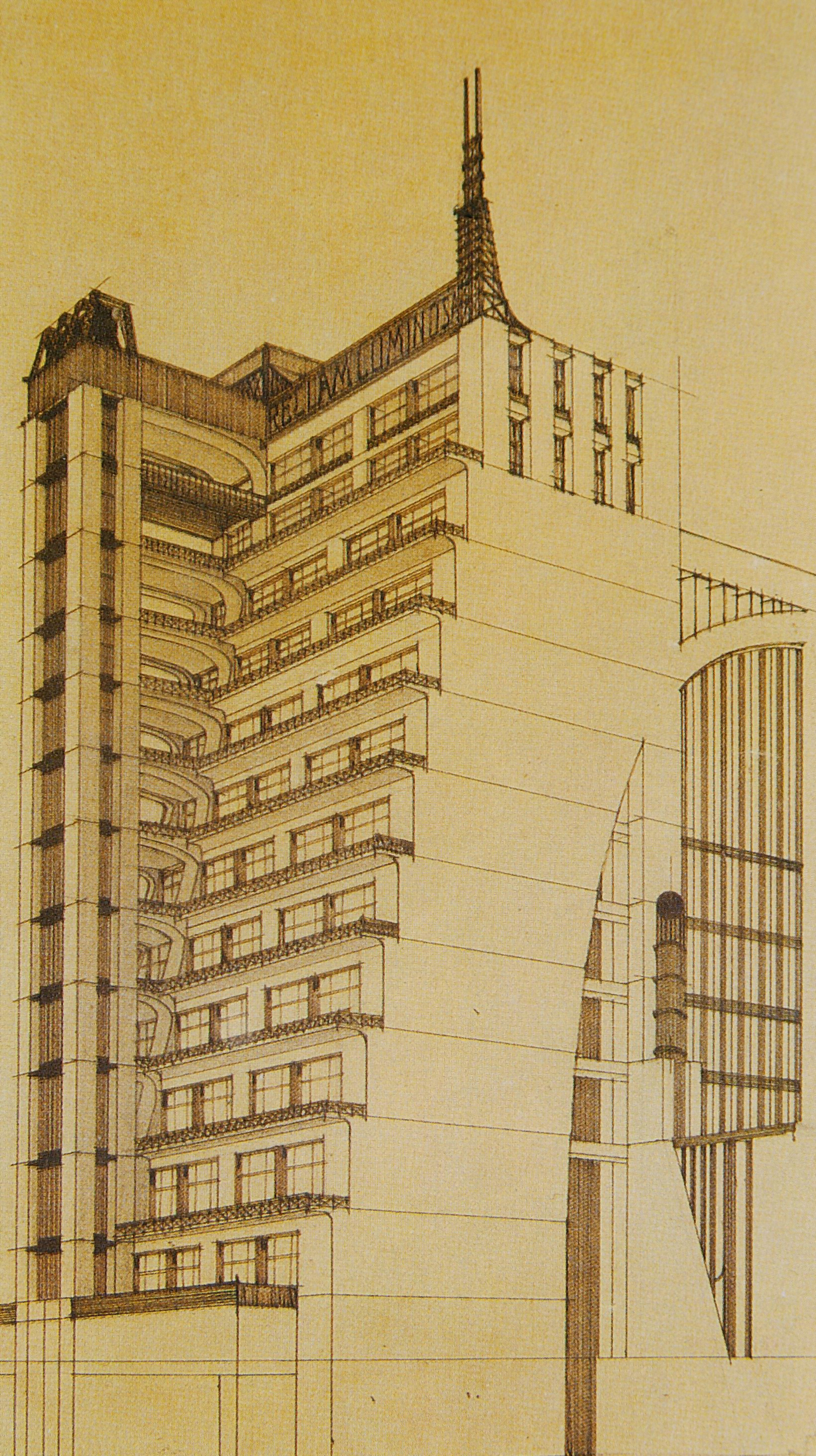
Sant'Elia, Casa a Gradinate la Città Nuova. 1914

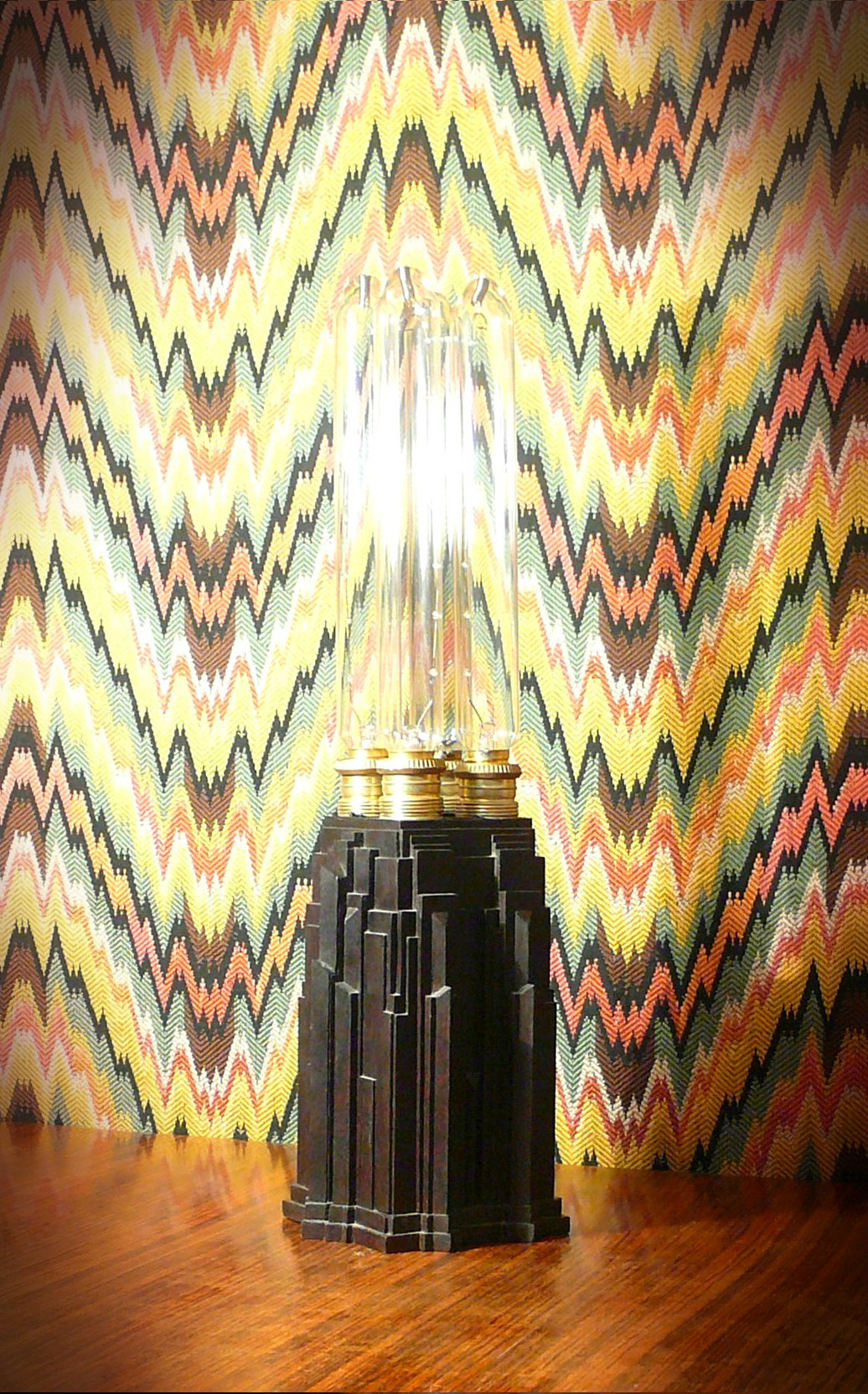
Arnaldo Dell'Ira
lampada "a grattacielo", 1929

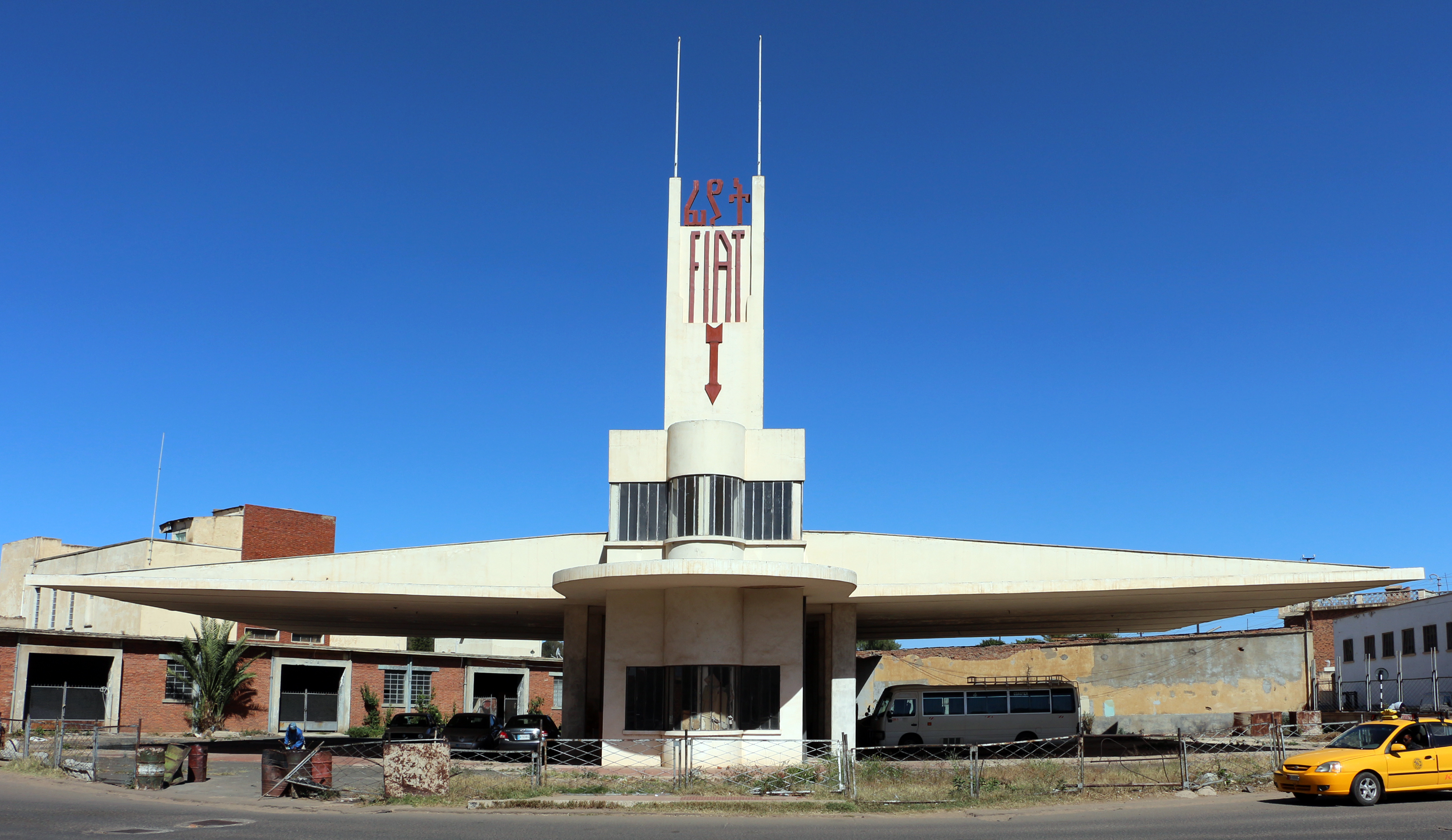
Giuseppe Pettazzi
Stazione di servizio "Fiat Tagliero", 1938
Asmara

Nel 1912 Antonio Sant'Elia, che divenne l'architetto più rappresentativo del movimento, era ancora distante dai futuristi ed era piuttosto legato nel movimento del cosiddetto Stile floreale. In quegli stessi anni a Milano era attivo Giuseppe Sommaruga e questi sembra che avesse esercitato una grande influenza sulla formazione del Sant'Elia, infatti, per esempio, molti elementi dinamici del futurista furono anticipati nel Grand Hotel Campo dei Fiori di Varese.
All'inizio del 1914 Sant'Elia pubblicò il Manifesto dell'Architettura futurista, dove esponeva i principi di questa corrente. Al centro dell'attenzione c'è la città, vista come simbolo della dinamicità e della modernità. Tutti i progetti creati da Sant'Elia si riferiscono a città del futuro: in contrapposizione all'architettura tradizionale, vista come inadeguata, le città idealizzate dagli architetti futuristi hanno come caratteristica fondamentale il movimento, i trasporti e le grandi strutture.
I futuristi, infatti, compresero immediatamente il ruolo centrale che i trasporti avrebbero assunto successivamente nella vita delle città. Nei progetti di questo periodo si cercavano sviluppi e scopi di questa novità. L'utopia futurista è una città in perenne mutamento, agile e mobile in ogni sua parte, un continuo cantiere in costruzione, e la casa futurista allo stesso modo è impregnata di dinamicità.
Anche l'utilizzo di linee ellittiche e oblique simboleggia questo rifiuto della staticità per una maggior dinamicità dei progetti futuristi, privi di una simmetria classicamente intesa.
Le teorie futuriste sull'architettura erano principalmente ideologiche ed erano espressione di un atteggiamento intellettualistico ma senza riferimenti a metodi formali e tecnici, tuttavia anticiparono i grandi temi e le visioni dell'architettura e della città che saranno proprie del Movimento Moderno.
A causa della guerra e dopo la morte di Boccioni e Sant'Elia il movimento futurista in Italia perse il suo slancio. Dopo il 1919 l'originaria proposta futurista dei primi tempi fu raccolta piuttosto dai costruttivisti russi. Il movimento razionalista italiano cercherà di proporre gli scenari della Città Nuova delle utopie futuriste ma il regime fascista smorzerà questi tentativi privilegiando un monumentalismo legato alla tradizione classicista. Lo stesso avvenne in Unione Sovietica con il sopravvento del regime totalitario.
Tra i grandi esponenti dell'architettura da ricordare Mario Chiattone, che visse con Sant'Elia a Milano, condividendone le linee teoriche e sviluppando straordinarie visioni di città del futuro, prima di trasferirsi in Svizzera e abbandonare la militanza. E infine Virgilio Marchi, che operò anche come scenografo.
Al Secondo Futurismo appartengono le architetture di Angiolo Mazzoni, autore di notevoli edifici postali e ferroviari, ancora oggi validamente in funzione in diverse città italiane.

### Ceramica
Per le sue possibilità espressive, anche la ceramica interessa il movimento futurista. In particolare i ceramisti dell'ISIA espressero lavori in sintonia con il nuovo movimento. Il 7 settembre 1938 sulla Gazzetta del Popolo a firma Filippo Tommaso Marinetti e di Tullio d'Albisola viene pubblicato il Manifesto futurista della Ceramica e Aereoceramica. Fin dal 1925 il centro propulsore della ceramica futurista italiana fu Albissola Marina.

### Musica
In campo musicale gli unici rappresentanti di rilievo furono Francesco Balilla Pratella e Luigi Russolo, pittore, musicista e scrittore, autore del saggio L'arte dei rumori pubblicato nel 1916. L'arte dei rumori è considerata da alcuni autori uno dei testi più importanti e influenti nell'estetica musicale del XX secolo. A Russolo si deve l'invenzione dell'Intonarumori, uno strumento che usava per mettere in pratica la sua teoria del rumorismo, ovvero di una musica nella quale ai suoni dovevano essere sostituiti i rumori. Essi erano formati da generatori di suoni acustici che permettevano di controllare la dinamica e il volume.

### Letteratura

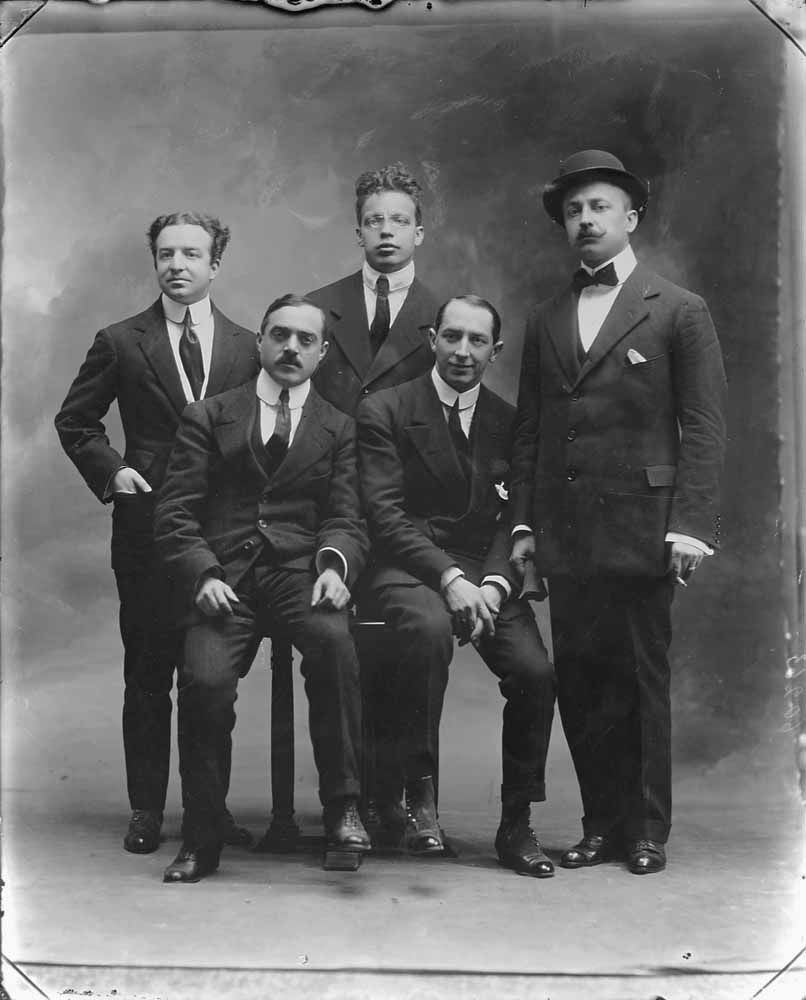
Da sinistra: Aldo Palazzeschi, Carlo Carrà, Giovanni Papini, Umberto Boccioni, Filippo Tommaso Marinetti, 1914

A fine gennaio 1909 Filippo Tommaso Marinetti inviava il Manifesto del Futurismo ai principali giornali italiani, ma è la pubblicazione su Le Figaro il 20 febbraio 1909 a garantirgli risonanza europea. Nel 1912, sulla rivista fiorentina "Lacerba", comparve il "Manifesto tecnico della letteratura futurista". Del 1914 è il volume Zang Tumb Tumb, miglior esempio delle futuriste Parole in libertà.

#### Poesia
I poeti futuristi si riuniranno attorno alla rivista Poesia fondata da Marinetti qualche anno prima. Nei componimenti si trova generalmente l'esaltazione del futuro e delle sensazioni forti associate alla velocità e alla guerra. Gli esponenti più noti, oltre al Marinetti, sono: Aldo Palazzeschi, autore della raccolta poetica L'incendiario (che include "La fontana malata", "E lasciatemi divertire" e "La passeggiata"); Ardengo Soffici, autore di Bif& ZF + 18 = Simultaneità – Chimismi lirici; Paolo Buzzi, autore di Aeroplani. Canti alati. Anche Salvatore Quasimodo aderì, in gioventù, al Futurismo (ricordiamo la sua poesia "Sera d'estate"). A un successivo momento del Futurismo marinettiano appartiene l'Aeropoesia.

### Teatro
I futuristi perseguirono la rifondazione del concetto stesso di comunicazione teatrale. Promossero un teatro «sintetico, atecnico, dinamico, simultaneo, autonomo, alogico e irreale», dove « è stupido» non ribellarsi al pregiudizio della teatralità, soddisfare la primitività delle folle, curarsi della verosimiglianza, voler spiegare con una logica minuziosa tutto ciò che si rappresenta, sottostare alle imposizioni del crescendo, della preparazione e del massimo effetto alla fine, lasciare imporre alla propria genialità il peso di una tecnica che tutti possono acquisire, rinunciare «al dinamico salto nel vuoto della creazione totale».
I futuristi, infatti, possedettero una «invincibile ripugnanza» per il lavoro studiato a tavolino, a priori, sostenendo l'improvvisazione, il teatro come «serbatoio inesauribile di ispirazioni».
(Il teatro futurista sintetico di Marinetti, Settimelli e Corra)
Il teatro futurista promosse anche la commedia e la farsa, anziché la tragedia, o il dramma borghese. Tuttavia, nelle serate futuriste, non era inusuale vedere il pubblico adirato a causa di spettacoli fatti di azioni deliranti. Le cronache dell'epoca riportano notizie relative agli attori futuristi che sfuggono all'ira degli spettatori, spesso provocata ad arte secondo gli intenti espressi nel Manifesto futurista del teatro di varietà.

### Cinema
Nel 1916 venne pubblicato il Manifesto della Cinematografia futurista, firmato da Filippo Marinetti, Bruno Corra, Arnaldo Ginna, Giacomo Balla, Remo Chiti ed Emilio Settimelli, che sosteneva come il cinema fosse "per natura" arte futurista, grazie alla mancanza di un passato e di tradizioni. Essi non apprezzavano il cinema narrativo "passatissimo", cercando invece un cinema fatto di "viaggi, cacce e guerre", all'insegna di uno spettacolo "antigrazioso, deformatore, impressionista, sintetico, dinamico, parolibero". Nelle loro parole c'è tutto un entusiasmo verso la ricerca di un linguaggio nuovo slegato dall'estetica tradizionale, che era percepita come un retaggio vecchio.
I futuristi, per allontanare il cinema dal passato, ripudiavano tutto ciò che era convenzionalmente accettato come affascinante e bellissimo dalla borghesia, usando quindi come soggetti figure distorte (che verranno riprese anche dall'espressionismo tedesco come manifestazione della perdita di speranza della popolazione dopo la prima guerra mondiale), colori forti ecc. Molte opere cinematografiche futuriste sono andate perdute durante la guerra, tra cui Vita futurista, pellicola nella quale alcuni uomini disturbavano e poi scappavano velocemente alcuni turisti nei bar di Firenze.
Tra le opere rinvenute di questo movimento, ci è pervenuta la tragedia Tahïs del 1916 di Bargaglia e la romantica Amor pedestre del 1914 del comico Marcel Fabre, nel quale viene proposta una relazione non corrisposta tutta raccontata inquadrando i protagonisti dal ginocchio in giù (cortometraggi rintracciabili su YouTube).

### Gastronomia
Grazie alla completezza di questo movimento, ne venne influenzata anche la gastronomia.
Nel 1914 il cuoco francese Jules Maincave aderì al Futurismo, proponendo quindi l'accostamento di nuovi sapori ed elementi fino ad allora "separati senza serio fondamento". Questo comprendeva accostamenti come filetto di montone e salsa di gamberi, noce di vitello e assenzio, banana e groviera, aringa e gelatina di fragola.
Il 20 gennaio 1931 Marinetti pubblicò il Manifesto della cucina futurista sulla rivista Comoedia. Secondo Marinetti bisognava eliminare la pastasciutta, così come forchetta e coltello e condimenti tradizionali, e incoraggiare l'accostamento ai piatti di musiche, poesie e profumi.
Scrive Marinetti:

## Nel suo tempo
È normale che il Futurismo, nascendo in un'epoca di transizione, abbia avuto molteplici contraddizioni. All'immobilismo scolastico e accademico ereditato dalle "tre corone" della poesia decadente (Carducci, Pascoli e D'Annunzio) i futuristi oppongono la dinamicità, la demolizione all'armonia, e alla raffinatezza contrappongono il disordine delle parole. Gli elementi suddetti richiamano alle caratteristiche del Futurismo più importanti: esse rientrano appieno nello spirito culturale della belle époque che precedette lo scoppio della Prima Guerra Mondiale.
Secondo i futuristi, questi poeti devono essere completamente rinnegati perché incarnano esattamente i quattro ingredienti intellettuali che il Futurismo vuole abolire:
- la poesia morbosa e nostalgica;
- il sentimento romantico;
- l'ossessione della lussuria;
- la passione per il passato.

In contraddizione con il Futurismo è stata anche la corrente crepuscolare.
Infatti il crepuscolarismo, nonostante condivida con il Futurismo l'idea di interartisticità, ha però una concezione della vita completamente diversa:
- i futuristi inneggiano alle innovazioni, i crepuscolari sono avversi a una modernità che aliena l'individuo
- i futuristi sono prepotenti, dinamici, chiassosi, i crepuscolari assumono toni dimessi, pacifici e malinconici
- i futuristi esaltano il caos e le attività delle grandi città, i crepuscolari amano l'intimità, le "piccole cose di pessimo gusto", gli affetti familiari e una vita tranquilla
- i futuristi sono sempre protesi verso un "domani" esaltante, i crepuscolari guardano al passato e alle piccole cose quotidiane.

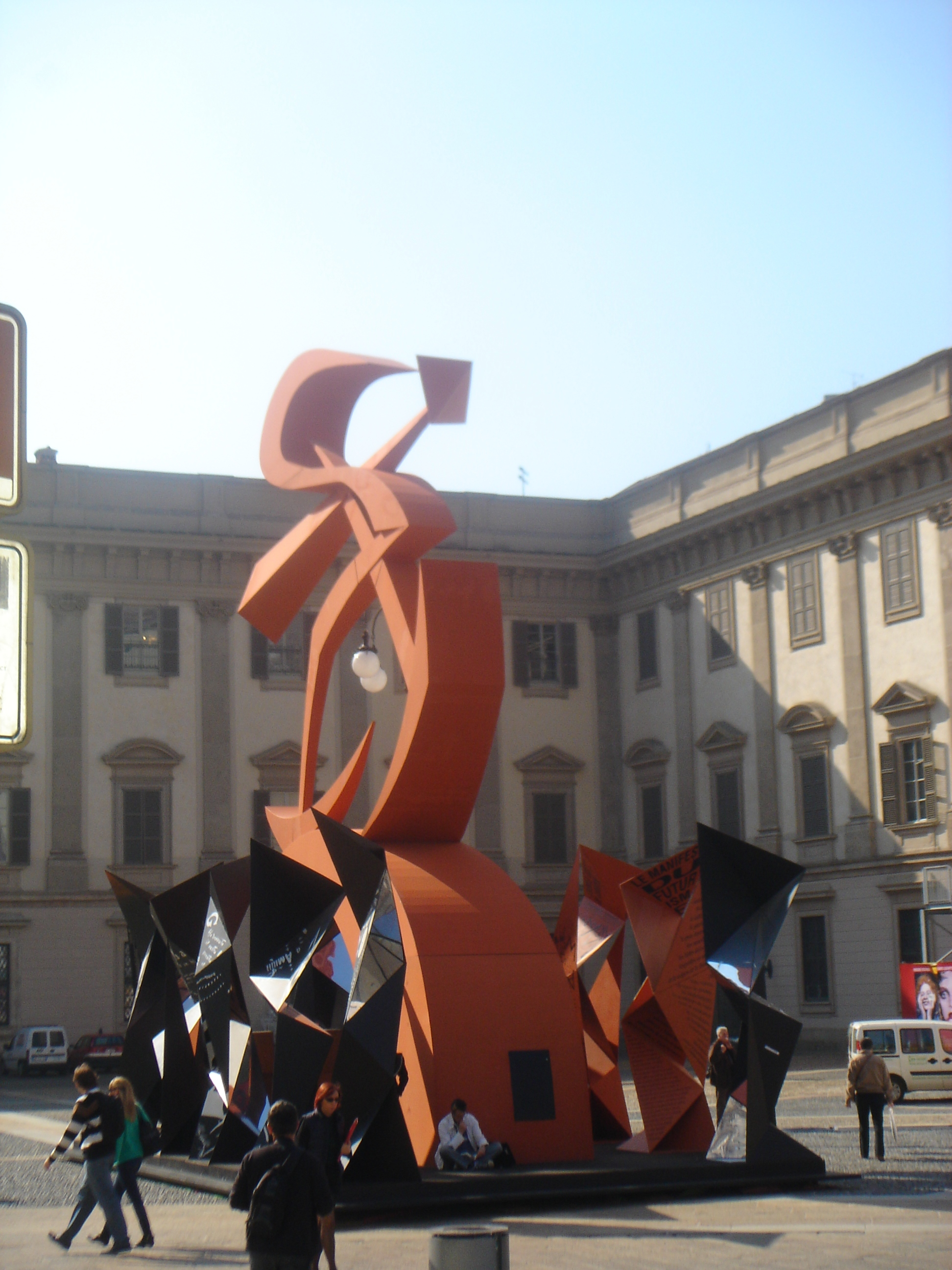
Scultura futurista
esposta a Milano in Piazzetta Reale per il centenario del movimento

Nelle arti figurative invece si presenta il confronto con le altre avanguardie, Cubismo, Astrattismo, Dada, Surrealismo, Metafisica, ognuna delle quali caratterizzata da propri temi e propri linguaggi espressivi. L'opera futurista è in evidente contrasto per alcuni temi con molte delle altre avanguardie sebbene condividano tutte l'intuizione di trasmettere attraverso l'arte un impulso di trasformazione della società e di rinnovamento. Aspetto specifico del Futurismo è quello di non limitare la propria azione alle espressioni artistiche (come il Cubismo o la Metafisica), ma di prospettare la re-invenzione dell'intera vita, in ogni suo aspetto (e uno dei manifesti maggiormente rilevanti fu infatti "Ricostruzione futurista dell'universo" di Balla e Depero).
Tra i contemporanei dei futuristi che criticarono il movimento ricordiamo Giandante X, che nel 1929, a Milano, all'apertura dei festeggiamenti per il ventennale del Futurismo, contestò apertamente Filippo Tommaso Marinetti, sostenendo che "l’uomo si deve affrancare dalla macchina ed è un errore lasciare sussistere lo scombinato movimento artistico".

### Nella critica del dopoguerra
Il Futurismo ha influenzato tutta l'arte d'avanguardia del Novecento. Gli artisti futuristi che sopravvissero alla morte di Marinetti (21 dicembre del 1944) e alla seconda guerra mondiale caddero in disgrazia come tutto il Futurismo, con l'accusa di aver fiancheggiato il fascismo.
Nel secondo Novecento nuovi studi di Luciano De Maria, Mario Verdone, Enrico Crispolti, Maurizio Calvesi, Claudia Salaris, Antonino Reitano, Giordano Bruno Guerri hanno parzialmente corretto l'accusa di collusione fascista, rilanciando l'interesse artistico-sociale verso il futurismo. Studi sul futurismo di sinistra (i contatti con gli ambienti anarchici, e persino comunisti) mostravano contemporaneamente che l'avanguardia futurista italiana era stata troppo sommariamente giudicata.
Nel corso del tempo diverse sono state le esposizioni riguardanti il Futurismo. Di indubbia rilevanza è stata quella del 2009 presso il Palazzo Reale di Milano per il centenario del movimento. La mostra si intitolava Futurismo 1909-2009 Velocità+Arte+Azione. Nel 2014, il Futurismo italiano, con una grande esposizione retrospettiva fino al 1944 al Guggenheim Museum di New York a cura di Vivien Greene, è tornato alla ribalta internazionale. Il centenario del Futurismo ha anche contribuito al rilancio internazionale degli studi sulle artiste del Futurismo e sulla visione della donna nel Movimento.
Nel 2018 è stato pubblicato il Manifesto del Fumetto Futurista redatto da Massimo Bonura e uno dei primi (se non il primo) fumetti futuristi programmatici, cioè seguendo esplicitamente uno schema scritto e definito, dal titolo "Il brutto anatroccolo. Ma che Wow!!" di Claudio S. Gnoffo, a significare l'importanza che il movimento futurista ha avuto come influenza nel delineare nuovi stili d'arte di rottura e sperimentali.

## Principali esponenti del futurismo

### Futuristi italiani
- Filippo Tommaso Marinetti
- Enrico Allimandi
- Adone Asinari
- Franco Asinari
- Antonio Asturi
- Fedele Azari
- Roberto Iras Baldessari
- Giacomo Balla
- Enzo Benedetto
- Umberto Boccioni
- Vittorio Bodini
- Uberto Bonetti
- Oswaldo Bot, pseudonimo di Osvaldo Barbieri
- Anton Giulio Bragaglia
- Alessandro Bruschetti
- Paolo Buzzi
- Francesco Cangiullo
- Benedetta Cappa
- Mario Carli
- Enrico Carmassi
- Sebastiano Carta
- Carlo Carrà
- Gianni Carramusa
- Giuseppe Caselli
- Riccardo Castagnedi
- Enrico Cavacchioli
- Arturo Ciacelli
- Remo Chiti
- Primo Conti
- Vittorio Corona
- Bruno Corra, pseudonimo di Bruno Ginanni Corradini
- Tullio Crali
- Auro D'Alba, pseudonimo di Umberto Bottone
- Giulio D'Anna
- Luigi De Giudici
- Mino Delle Site
- Fortunato Depero
- Gerardo Dottori
- Leonardo Dudreville
- Carlo Erba
- Julius Evola
- Farfa, pseudonimo di Vittorio Osvaldo Tommasini
- Fillia, pseudonimo di Luigi Enrico Colombo
- Luciano Folgore
- Gesualdo Manzella Frontini
- Achille Funi
- Ivanhoe Gambini
- Alf Gaudenzi, pseudonimo di Alfredo Gaudenzi
- Giacomo Giardina
- Arnaldo Ginna, pseudonimo di Arnaldo Ginanni Corradini
- Giovanni Governato
- Corrado Govoni
- Guglielmo Jannelli
- Giovanni Korompay
- Krimer
- Mimì Maria Lazzaro
- Escodamè, pseudonimo di Michele Leskovic
- Osvaldo Licini
- Gian Pietro Lucini
- Alberto Magnelli
- Vincenzo Mai
- Enzo Mainardi
- Giorgio Michetti
- Antonio Marasco
- Oreste Marchesi
- Emma Marpillero
- Pino Masnata
- Silvio Mix
- Sante Monachesi
- Marisa Mori
- Bruno Munari
- Benito Mussolini
- Emilio Notte
- Renzo Novatore, pseudonimo di Abele Ricieri Ferrari
- Nello Voltolina
- Pippo Oriani
- Nino Oxilia
- Ivo Pannaggi
- Giovanni Papini
- Luigi Pepe Diaz
- Osvaldo Peruzzi
- Vittorio Piscopo
- Enrico Prampolini
- Francesco Balilla Pratella
- Giuseppe Preziosi
- Salvatore Quasimodo
- Renato Righetti
- Romolo Romani
- Ottone Rosai
- Pippo Rizzo
- Angelo Rognoni
- Umberto Luigi Ronco
- Mino Rosso
- Luigi Russolo
- Bruno Giordano Sanzin
- Alberto Sartoris
- Antonio Sant'Elia
- Filiberto Sbardella
- Gino Severini
- Ardengo Soffici
- Fides Stagni
- Tato, pseudonimo di Guglielmo Sansoni
- Mario Sironi
- Fides Stagni
- Joseph Stella
- Mario Sturani
- Italo Tavolato
- Geppo Tedeschi
- Thayaht, pseudonimo di Ernesto Michahelles
- Wladimiro Tulli
- Giuseppe Ungaretti
- Vann'Antò
- Ruggero Vasari
- Lucio Venna, pseudonimo di Giuseppe Landsmann
- Mario Mirko Vucetich
- Gino Soggetti

### Futuristi russi
- David Nikolaj Vladimir Burljuk
- Jakov Černichov
- Velimir Chlebnikov
- Natal'ja Sergeevna Gončarova
- Michail Larionov
- Vladimir Majakovskij
- Kazimir Severinovič Malevič
- Aleksandr Rodčenko
- Aleksej Kručënych
- Giovanni Chetofi pseudonimo di Ivan Konstantinovič Krejnart - Ivan Ketov

### Futuristi francesi
- Robert Delaunay
- Marcel Duchamp
- Paul Fort
- Fernand Léger
- Jules Maincave
- Georges Bernanos
- Guillaume Apollinaire

### Futuristi cechi
- Růžena Zátková
- Jiří Kroha

### Futuristi ungheresi
- Béla Kádár
- Lajos Kassák
- Hugó Scheiber

### Futuristi portoghesi
- Fernando Pessoa, divulgò aspetti del movimento attraverso le riviste Orpheu (1915) e Portugal Futurista (1917)
- Guilherme de Santa-Rita, pittore, ideatore della rivista Portugal Futurista (1917)

### Futuristi catalani
- Joan Salvat-Papasseit

### Futuristi brasiliani
- Oswald de Andrade

### Futuristi argentini
- Emilio Pettoruti

### Futuristi peruviani
- Alberto Hidalgo

### Futuristi belgi
- Jules Schmalzigaug

## Principali manifesti
- Manifesto del futurismo, (Pubblicato da "Le Figaro" il 20 febbraio 1909), Marinetti
- Uccidiamo il Chiaro di luna, (aprile 1909), Marinetti
- Manifesto dei Pittori futuristi, (11 febbraio 1910), Boccioni, Carrà, Russolo, Balla e Severini
- La pittura futurista - Manifesto tecnico, (11 aprile 1910), Boccioni, Carrà, Russolo, Balla e Severini
- Contro Venezia passatista, (27 aprile 1910), Marinetti, Boccioni, Carrà, Russolo
- Manifesto dei drammaturghi futuristi, (11 gennaio 1911), Marinetti
- Manifesto dei Musicisti futuristi, (11 gennaio 1911), Pratella
- La musica futurista-Manifesto tecnico, (29 marzo 1911), Pratella
- Manifesto della Donna futurista, (25 marzo 1912), Valentine de Saint-Point
- Manifesto della Scultura futurista, (11 aprile 1912), Boccioni
- Manifesto tecnico della letteratura futurista, (11 maggio 1912), Marinetti
- L'arte dei Rumori, (11 marzo 1913), Russolo
- Distruzione della sintassi. L'immaginazione senza fili e le Parole in libertà, (11 maggio 1913), Marinetti
- L'Antitradizione futurista, (29 giugno 1913), Guillaume Apollinaire
- La pittura dei suoni, rumori e odori, (11 agosto 1913), Carrà
- Il Teatro di Varietà, (1º ottobre 1913), Marinetti
- Il controdolore, (29 dicembre 1913), Palazzeschi
- Pittura e scultura futuriste, (1914), Boccioni
- Manifesto dell'Architettura futurista, (1914), Sant'Elia
- Il teatro futurista sintetico, (1915), Corra, Settimelli, Marinetti
- La ricostruzione futurista dell'universo, (1915), Balla, Depero
- La Scenografia futurista, (1915), Prampolini
- Manifesto del cinema futurista, (1916), Marinetti, Corra, Settimelli
- Manifesto della danza futurista, (1917), Marinetti
- Manifesto dell'Aeropittura futurista, (1929)
- Manifesto della Fotografia futurista, (16 aprile 1930), Tato (pseudonimo di Guglielmo Sansoni), Filippo Tommaso Marinetti
- Manifesto della cucina futurista, (1931), Marinetti.
- Manifesto futurista della Ceramica e Aereoceramica (1938), Filippo Tommaso Marinetti e Tullio d'Albisola

## Opere principali

### Pittura
- Umberto Boccioni, Tre donne (1909-1910);
- Umberto Boccioni, La città che sale (1910-1911);
- Carlo Carrà, Notturno a Piazza Beccaria (1910);
- Umberto Boccioni, La risata (1911);
- Umberto Boccioni, Stati d'animo (1911);
- Carlo Carrà, I funerali dell'anarchico Galli (1911);
- Umberto Boccioni, Materia (1912);
- Giacomo Balla, Ragazza che corre al balcone (1912);
- Giacomo Balla, Dinamismo di un cane al guinzaglio (1912);
- Giacomo Balla, Lampada ad arco (1911);
- Umberto Boccioni, Elasticità (1912);
- Gino Severini, La chahuteause (1912);
- Luigi Russolo, Dinamismo di un'automobile (1912-1913);
- Carlo Carrà, Cavaliere rosso (1913);
- Giacomo Balla, Automobile + velocità + luce (1913).
- Gino Severini, Ballerina in blu (1913);
- Fortunato Depero, I Cavalieri.

### Fonti
- Giulio Carlo Argan, L'arte moderna 1770/1970, Firenze, Sansoni, 1970, SBN RLZ0058303.
- Giovanni Lista e Ada Masoero (a cura di), Futurismo 1909-2009. Velocità+Arte+Azione (Milano, Palazzo Reale, 5 febbraio – 7 giugno 2009), Milano, Skira, 2009, ISBN 978-88-572-0039-2.
- Gino Severini, Vita di un pittore, Abscondita, 2008, ISBN 978-88-8416-189-5.
- Luciano De Maria, Laura Donati, Marinetti e i futuristi, Garzanti, 1994, ISBN 8811472369
- (EN) Vivien Greene (a cura di), Italian Futurism, 1909-1944: Reconstructing the Universe, New York, Solomon R. Guggenheim Museum, 2014, ISBN 978-0-89207-499-0.
- Kenneth Frampton, Storia dell'architettura moderna, traduzione di Mara De Benedetti e Raffaella Poletti, Bologna, Zanichelli, 1982, SBN RAV0137585.
- (EN)  Reyner Banham, Theory and Design in the First Machine Age, New York, 1960; trad. it.  Architettura della prima età della macchina, di Enrica Labò, Bologna, 1970, SBN SBL0360948.

### Approfondimenti
- AA.VV., Futurismo e futurismi, Supplemento ad «Alfabeta» nº 84, 1986 [Speciale in collaborazione tra «Alfabeta» e «La Quinzaine littéraire»].
- AA.VV., Divenire 3 Futurismo, a cura di R. Campa, Bergamo, Sestante Edizioni, 2009, ISBN 978-88-95184-55-5.
- Walter Pedullà (a cura di), Il Futurismo nelle avanguardie. Atti del convegno internazionale in occasione del centenario della nascita del Futurismo (Milano, Palazzo Reale, 4-6 febbraio 2010), Roma, Editrice Ponte Sisto, 2010, ISBN 978-88-95884-31-8.
- Marco Albertazzi (a cura di), I poeti futuristi, con i saggi di George Wallace e Marzio Pieri, Trento, La Finestra editrice, 2004  [Milano, 1912], ISBN 88-88097-82-1. L'opera contiene in appendice alcuni manifesti futuristi.
- Giovanni Antonucci, Storia del teatro futurista, Roma, Edizioni Studium, 2005, ISBN 88-382-3980-0.
- Guido Bartorelli, Numeri innamorati. Sintesi e dinamiche del secondo futurismo, Torino, Testo & Immagine, 2001, ISBN 88-8382-024-X.
- Mirella Bentivoglio, Franca Zoccoli, Le futuriste italiane nelle arti visive, De Luca Editori d'Arte, 2008.
- Antonino Reitano, L’onore, la patria e la fede nell’ultimo Marinetti, Angelo Parisi Editore, 2006.
- Stefano Bianchi, La musica futurista. Ricerche e documenti, Lucca, Libreria Musicale Italiana Editrice, 1995, ISBN 88-7096-115-X.
- Maurizio Calvesi, Il Futurismo, Milano, Fabbri, 1970, SBN RLZ0162061.
- Maurizio Calvesi, Il Futurismo. La fusione della vita nell'arte, Nuova ed., Milano, Fabbri, 1975, SBN LIA0177705.
- Luciano Caruso e Stelio Maria Martini (a cura di), Scrittura visuale e poesia sonora futurista, Palazzo Medici Riccardi, Firenze 1977 (catalogo).
- Luciano Caruso e Stelio Maria Martini (a cura di), Tavole parolibere futuriste. 1912 – 1944, 2 volumi, Napoli, Liguori, 1977.
- Luciano Caruso, Francesco Cangiullo e il Futurismo a Napoli, Firenze, Spes – Salimbeni, 1979.
- Luciano Caruso (a cura di), Il colpo di glottide. La poesia come fisicità e materia, Firenze, Vallecchi, 1980 (catalogo).
- Luciano Caruso (a cura di), Manifesti, proclami, interventi e documenti teorici del futurismo, 1909 – 1944, Firenze, Spes – Salimbeni, 1980.
- Simona Cigliana, Futurismo esoterico, prefazione di Walter Pedullà, Roma, La Fenice, 1996, ISBN 88-86171-29-3. -  2ª ed., Napoli, Liguori, 2002, ISBN 88-207-3295-5.
- Domenico Cammarota, Filippo Tommaso Marinetti. Bibliografia, Milano, Skira («Documento del MART» 5), 2002.
- Domenico Cammarota, Futurismo. Bibliografia di 500 scrittori italiani, Milano, Skira («Documenti del MART» 10), 2006.
- Gabriella Chioma, Ala d'AreoDonna. Futuriste nel Golfo 1932 -1933, Treviso, Edizioni del Tridente, 2009.
- Enrico Crispolti, Il mito della macchina ed altri temi del Futurismo, Trapani, Celebes, 1969.
- Enrico Crispolti (a cura di), Il Futurismo e la moda. Balla e gli altri, Venezia, Marsilio Editori, 1986.
- Enrico Crispolti, Futurismo 1909-1944, Milano, Mazzotta, 2001.
- Matteo D'Ambrosio, Futurismo e altre avanguardie, Napoli, Liguori Editore, 1999;
- Luciano De Maria (a cura di), Marinetti e il Futurismo, Mondadori, Milano 1973.
- Fortunato Depero, Prose futuriste, Trento, V.D.T.T., 1973;
- Angelo D'Orsi, Il Futurismo tra cultura e politica. Reazione o rivoluzione?, Roma, Editore Salerno, 2009.
- E. David, Futurismo, Dadaismo e Avanguardia Romena: contaminazioni fra culture europee (1909- 1930), Torino, L'Harmattan Italia, 2006.
- Arnaldo Di Benedetto, Tre poeti e il futurismo: Ezra Pound, Giuseppe Ungaretti, Eugenio Montale (con un cenno su Saba), in «Italica», LXXXVIII (2011), pp. 198–218.
- Maria Drudi Gambillo e Teresa Fiori (a cura di), Archivi del Futurismo, prefazione di Giulio Carlo Argan, 2 volumi, Roma, De Luca, 1958, SBN RMS0230103.
- Maria Drudi Gambillo e Teresa Fiori (a cura di), Archivi del Futurismo, 2 volumi, 2ª ed., Milano, Arnoldo Mondadori Editore, 1986, SBN TO01041302.
- Giovanni Fontana, Anton Giulio Bragaglia: La scena dello spazio e lo spazio della scena, in “Territori”, nº 11, Frosinone, aprile 2001.
- Giovanni Fontana, La voce in movimento. Vocalità, scritture e strutture intermediali nella sperimentazione poetico-sonora, con CD, Monza, Ed. Harta Performing & Momo, 2003.
- Giovanni Fontana, Anton Giulio Bragaglia e la sintesi del movimento. Il diritto all'identità fotodinamica, in “Avanguardia”, Anno IX, nº 27, Roma 2004.
- (FR)  Giovanni Fontana, Le futurisme a 100 ans. Dans sa révolution poétique, le germe de la poésie performative contemporaine, in “Inter. Art Actuel”, nº 103, autunno 2009, Québec.
- Giovanni Fontana, Testo, gesto, voce. La performance futurista, in “Luci e ombre del futurismo. Atti del Convegno internazionale”, a cura di Antonio Gasbarrini e Novella Novelli, Quaderni di Bérénice 13, L'Aquila, Angelus Novus Edizioni, dicembre 2010.
- Giovanni Fontana, Hermes Intermedia e l'eredità fotodinamica, in “Aparte. Periodico culturale e organizzativo dell'associazione Pecci Arte”, nº 13, Prato, dicembre 2011.
- Ezio Godoli (a cura di), Il dizionario del Futurismo, 2 tomi, Firenze, Vallecchi-MART, 2001, ISBN 88-8427-006-5.
- Francesco Grisi (a cura di), I Futuristi, Roma, Newton & Compton, 1994, ISBN 88-7983-454-1.
- Pontus Hultén (a cura di), Futurismo & Futurismi (Catalogo della Mostra tenuta a Palazzo Grassi di Venezia nel 1986), Milano, Bompiani, 1986, SBN CFI0054137.
- Lia Lapini, Il teatro futurista italiano, Milano, Mursia, 1977, ISBN 88-425-1353-9.
- Giovanni Lista, Le livre futuriste, de la libération du mot au poème tactile, Modena, Editioni Panini, 1984.
- Giovanni Lista, Futurismo. Velocità e dinamismo espressivo, Santarcangelo di Romagna, KeyBook/Rusconi libri srl, 2002.
- Daniele Lombardi, Il suono veloce. Futurismo e Futurismi in musica, Milano – Lucca, Ricordi – LIM, 1996.
- Arrigo Lora Totino (a cura di), Futura, Milano, Cramps, 1978 [con 7LP33].
- Filippo Tommaso Marinetti, Teoria e invenzione futurista, Milano, Mondadori, 1968.
- Alessandro Masi (a cura di), Zig Zag. Il romanzo futurista, Milano, il Saggiatore, 2009  [1995], ISBN 978-88-428-1600-3.
- Marco Mancin e Valentina Durante, Futurismo & Sport Design, Montebelluna-Cornuda, Antiga Edizioni, 2006, ISBN 88-88997-29-6.
- Fernando Maramai, F.T. Marinetti. Teatro e azione futurista, Udine, Campanotto, 2009, ISBN 88-456-1060-8.
- Stelio Maria Martini, Breve storia dell’avanguardia, Marano (NA), Nuove Edizioni, 1988, SBN CFI0141701.
- (EN) Pino Masnata, Radia: A Gloss of the 1933 Futurist Radio Manifesto, Emeryville (California), Second Evening Art Pub.. URL consultato il 14 novembre 2014 (archiviato dall'url originale il 1º novembre 2014).
- Virgilio Marchi, Architettura Futurista, Torino, Einaudi, 1976  [1924], SBN MIL0237942.
- Giacomo Properzj, Breve storia del Futurismo, Milano, Mursia, 2009, ISBN 978-88-425-4158-5.
- Ilaria Riccioni, Futurismo, logica del postmoderno, Imola, La Mandragora, 2003, ISBN 88-88108-74-2.
- Ilaria Riccioni, Arte d'avanguardia e società, Roma, L'Albatros, 2006, ISBN 88-89820-03-9.
- Ilaria Riccioni, Depero. La reinvenzione della realtà, Chieti, Solfanelli, 2006, ISBN 88-89756-03-9.
- Claudia Salaris, Bibliografia del Futurismo. 1909 – 1944, Roma, Biblioteca del Vascello / Stampa Alternativa, 1988, SBN PAL0063694.
- Claudia Salaris, Filippo Tommaso Marinetti, Scandicci (FI), La Nuova Italia, 1988, ISBN 88-221-0650-4.
- Claudia Salaris, Storia del futurismo. Libri giornali manifesti, 2ª ed., Roma, Editori Riuniti, 1992, ISBN 88-359-3654-3.
- Claudia Salaris, Marinetti. Arte e vita futurista, Roma, Editori Riuniti, 1997, ISBN 88-359-4360-4.
- Leonardo Tondelli, Futurista senza futuro. Marinetti ultimo mitografo, Firenze, Le Lettere, 2009, ISBN 88-6087-287-1.
- Adriano Spatola, Il Futurismo, Milano, Elle Emme, s.d., 1980, SBN LO11322699.
- Luigi Tallarico, Futurismo nel suo centenario, la continuità, Galatina, Congedo, 2009, ISBN 978-88-8086-840-8.
- Giovanni Tuzet, A regola d'arte, Ferrara, Este Edition, 2007, ISBN 978-88-89537-50-3.
- Mario Verdone, Teatro del tempo futurista, Roma, Lerici, 1969, SBN SBL0352972.
- Mario Verdone, Che cos’è il Futurismo, Roma, Casa Ed. Astrolabio – Ubaldini Editore, 1970.
- Glauco Viazzi (a cura di), I poeti del Futurismo (1909 – 1944), Milano, Longanesi & C., 1978, SBN SBL0241201.
- Walter Pedullà, Per esempio il Novecento. Dal futurismo ai giorni nostri, Milano, Rizzoli, 2008, ISBN 978-88-17-02749-6.
- Winfried Wehle, Sconfinamento nel trasumano. Vuoto mitico e affollamento mediale nell'arte futurista (PDF) (PDF), in «Studi Italiani», n. 11, 2009,  pp. 25-46, ISSN 1724-1596 (WC · ACNP).
- Giovanni Lista, Photographie Futuriste Italienne, 1981, Catalogo della Mostra al MAMVP, Parigi.
- Claudio S. Gnoffo, Tavole del Fumetto Futurista Il brutto anatroccolo ma che Wow!!, in M. Bonura, Il fumetto come Arte e altri saggi, Palermo, Edizioni Ex Libris, 2018, pp. 70–71.
- Massimo Bonura, Per un Manifesto del Fumetto Futurista: relazioni con il Manifesto del Cinema, della Pittura e della Cucina futurista, in M. Bonura, Il fumetto come Arte e altri saggi, Palermo, Edizioni Ex Libris, 2018, pp. 65–67.
- Zeno Birolli (a cura di), Pittura e scultura futuriste, Abscondita, 2006, ISBN 88-8416-141-X.
- Daniel Warner e CChristoph Cox, Audio Culture: Readings in Modern Music, Londra, Continiuum International Publishing Group LTD, 2004,  pp. 10-14, ISBN 0-8264-1615-2.
- Didier Ottinger , Le futurisme a Paris , une avant-garde explosive , Editions Centre Pompidou , (2008) , Parigi , (Catalogo della Mostra al Centre Pompidou (ott.2008-gen.2009) ISBN 978-2-84426-359-9
- Barbara Meazzi, Il fantasma del romanzo. Le futurisme italien et l'écriture romanesque (1909-1929), Chambéry, Presses universitaires Savoie Mont Blanc, 2021, 430 pp., ISBN 9782377410590